# Gavin O’Connor

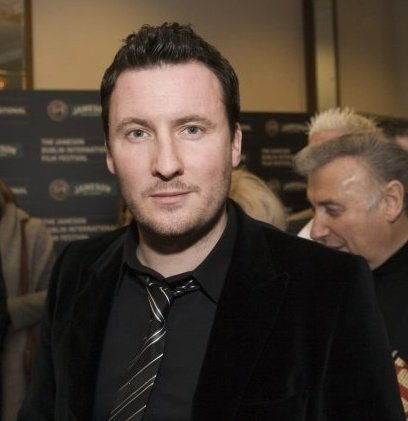
Gavin O’Connor (2007)

Gavin O’Connor (* 1964 auf Long Island, New York) ist ein US-amerikanischer Filmregisseur, Drehbuchautor, Filmproduzent und Schauspieler.

## Leben und Karriere
Gavin O’Connor wuchs in Huntington auf Long Island auf. Nach einem Studium an der University of Pennsylvania fand er den Einstieg ins Filmgeschäft, als er zum Regiedebüt von Regisseur Ted Demme für den Kurzfilm The Bet (1992) das Drehbuch schrieb. Drei Jahre später machte er seinen ersten eigenen Spielfilm als Koautor und Regisseur mit Comfortably Numb, der auf dem Filmfestival von Cannes und dem Boston Filmfestival gezeigt wurde. Danach wandte er sich der Bühne zu, als Produzent, Schreiber und Darsteller.
Zur gleichen Zeit begann er an einem Drehbuch für die Tragikomödie Tumbleweeds zu schreiben, dessen Handlung auf den Erinnerungen seiner damaligen Frau Angela Shelton basierte. Diese musste die zahlreichen gescheiterten Beziehungen ihrer Mutter verkraften und verbrachte daher ihre Kindheit auf der Straße. Für die Hauptrolle gewann O’Connor die britische Tony-Award-Gewinnerin Janet McTeer und übernahm selbst eine Nebenrolle. Der 1999 erschienene Film wurde für zahlreiche Filmpreise nominiert und gewann etliche Auszeichnungen.
Nachdem er mehrere kleinere, unabhängige Projekte als Produzent begleitet hatte, führte 2004 er beim Sportfilm The Miracle wieder Regie. Der Film zeigt die Geschichte des Eishockey-Teams der USA bei den Olympischen Winterspielen 1980 in Lake Placid, das sensationell gegen das Eishockeyteam der UdSSR gewann.
Mit seinem Zwillingsbruder Greg gründete O’Connor Final Cut Features, eine Gesellschaft zur Unterstützung unabhängiger Filmemacher. Als Produzent und Regisseur war er dabei zwischen 2007 und 2008 an sechs Projekten beteiligt. 2008 drehte er auch Das Gesetz der Ehre mit Edward Norton und Colin Farrell.
2011 erschien O’Connors Film Warrior, für den er das Drehbuch schrieb und Regie führte. Nick Nolte wurde hierfür bei mehreren Filmpreisen als bester Nebendarsteller nominiert. 2013 überarbeitete O’Connor den Roman Haie der Großstadt für eine Theateradaption. 2015 folgte Jane Got a Gun, ein Western mit Natalie Portman in der Hauptrolle, im Jahr darauf The Accountant, dessen Fortsetzung The Accountant 2 (2025) er auch verantwortete.

## Privatleben
Von 1995 bis 1996 war er mit der Schauspielerin und Drehbuchautorin Angela Shelton verheiratet. 2013 heiratete er Brooke Burns, eine Schauspielerin und ehemaliges Model.

## Filmografie (Auswahl)
- 1999: Tumbleweeds
- 2001: The Glass House
- 2004: Miracle – Das Wunder von Lake Placid (The Miracle)
- 2008: Das Gesetz der Ehre (Pride and Glory)
- 2011: Warrior
- 2015: Jane Got a Gun
- 2016: The Accountant
- 2020: Out of Play: Der Weg zurück (The Way Back)
- 2025: The Accountant 2